# Lotorp
Lotorp – miejscowość (tätort) w Szwecji, w regionie administracyjnym (län) Östergötland, w gminie Finspång.
Według danych Szwedzkiego Urzędu Statystycznego liczba ludności wyniosła: 685 (31 grudnia 2015), 672 (31 grudnia 2018) i 661 (31 grudnia 2019).